# Ellen Burstyn
Ellen Burstyn, geboren als Edna Rae Gillooly, (Detroit, 7 december 1932) is een Amerikaans actrice.

## Carrière
Burstyns doorbraak op Broadway kwam in 1957. Niet veel later begon ze ook een carrière in de televisie- en filmindustrie. Burstyn werd snel bekend. Ze had rollen in grote films en werd meerdere keren genomineerd voor awards. In 1974 kreeg ze een Academy Award voor beste vrouwelijke hoofdrol voor haar acteerprestaties in Alice Doesn't Live Here Anymore.
Burstyn kreeg ook vele Oscarnominaties: in 1971 voor de film The Last Picture Show, in 1973 voor The Exorcist, in 1978 voor Same Time, Next Year, in 1980 voor Resurrection en in 2000 voor het succesvolle Requiem for a Dream.
Burstyn is nog steeds actief in de filmindustrie, ook in de leiding van de Actors Studio.

## Filmografie

### Televisie
- Hallmark Hall of Fame (televisieserie) - Elizabeth (afl. The Christmas Tree, 1958)
- Michael Shayne (televisieserie) - Carol (afl. Strike Out, 1961)
- Letter to Loretta (televisieserie) - Ann Walters (afl. Woodlot, 1961)
- Maverick (televisieserie) - Rol onbekend (afl. Benefit of the Doubt, 1961)
- Surfside 6 (televisieserie) - Wanda Drake (afl. Double Image, 1961)
- The Dick Powell Show (televisieserie) - Rose Maxon (afl. Ricochet, 1961)
- Cheyenne (televisieserie) - Emmy Mae (afl. Day's Pay, 1961)
- 77 Sunset Strip (televisieserie) - Betty Benson (afl. The Navy Caper, 1961)
- Bus Stop (televisieserie) - Phyllis Dunning (afl. Cry to Heaven, 1962)
- The Detectives Starring Robert Taylor (televisieserie) - Nora Carver (afl. The Walls Have Eyes, 1962)
- Ben Casey (televisieserie) - Dr. Fraser (afl. Preferably, the Less-Used Arm, 1962)
- Checkmate (televisieserie) - Margo (afl. The Bold and the Tough, 1962)
- Kraft Mystery Theater (televisieserie) - Rol onbekend (afl. Cry Ruin, 1962)
- Ben Casey (televisieserie) - Connie (afl. In the Name of Love, a Small Corruption, 1962)
- I'm Dickens, He's Fenster (televisieserie) - Joan (afl. Harry, the Father Image, 1962)
- Perry Mason (televisieserie) - Mona Winthrope White (afl. The Case of the Dodging Domino, 1962)
- The Real McCoys (televisieserie) - Dorothy Carter, vrouwelijke dierenarts (afl. The Girl Veterinarian, 1962)
- Laramie (televisieserie) - Rol onbekend (afl. No Place to Run, 1963)
- The Defenders (televisieserie) - Hilda Wesley (afl. The Heathen, 1963)
- Wagon Train (televisieserie) - Margaret (afl. The Jim Whitlow Story, 1963)
- The Big Brain (televisiefilm, 1963) - Ellen
- Kraft Suspense Theatre (televisieserie) - Barbara Sherwood/Lucille Benton (afl. The Deep End, 1964)
- The Greatest Show on Earth (televisieserie) - Susan Mason (afl. Big Man from Nairobi, 1964)
- 77 Sunset Strip (televisieserie) - Sandra Keene (afl. Dial 'S' for Spencer, 1964)
- For Those Who Think Young (1964) - Dr. Pauline Swenson
- Divine Secrets of the Ya-Ya Sisterhood (2002) - Viviane Joan 'Vivi' Abbott Walker
- For One More Day (televisiefilm, 2007) - Pauline (Posey) Benetto
- Law & Order: Special Victims Unit (2008) - Bernadette Stabler
- Flowers in the Attic (2014) - Olivia Foxworth
- Petals on the Wind (2014) - Olivia Foxworth
- House of Cards (2016) - Elizabeth Hale
- The First Lady (2022) - Sara Roosevelt

### Films
- 2020: Pieces of a Woman
- 2019: Lucy in the Sky
- 2018: The Tale
- 2016: Wiener-Dog
- 2015: The Age of Adaline
- 2014: Interstellar
- 2013: Wish You Well
- 2009: Greta
- 2009: The Velveteen Rabbit
- 2008: W.
- 2008: Lovely, Still
- 2008: The Loss of a Teardrop Diamond
- 2007: The Stone Angel
- 2006: 30 Days
- 2006: The Fountain
- 2006: The Wicker Man
- 2006: The Elephant King
- 2005: Mrs. Harris
- 2005: Our Fathers
- 2004: The Five People You Meet in Heaven
- 2004: The Madam's Family: The Truth About the Canal Street Brothel
- 2003: Brush with Fate
- 2002: Red Dragon
- 2002: Distance
- 2002: Divine Secrets of the Ya-Ya Sisterhood
- 2001: Within These Walls
- 2001: Dodson's Journey
- 2000: Mermaid
- 2000: Requiem for a Dream
- 2000: The Yards
- 1999: Walking Across Egypt
- 1999: Night Ride Home
- 1998: Playing by Heart
- 1998: A Will of Their Own
- 1998: The Patron Saint of Liars
- 1998: You Can Thank Me Later
- 1997: Flash
- 1997: Deceiver
- 1997: A Deadly Vision
- 1996: Timepiece
- 1996: Our Son, the Matchmaker
- 1996: The Spitfire Grill
- 1996: Cross the Line
- 1995: How to Make an American Quilt
- 1995: The Baby-Sitters Club
- 1995: Roommates
- 1994: Trick of the Eye
- 1994: Getting Gotti
- 1994: When a Man Loves a Woman
- 1994: Getting Out
- 1994: The Color of Evening
- 1993: Shattered Trust: The Shari Karney Story
- 1993: The Cemetery Club
- 1992: Taking Back My Life: The Nancy Ziegenmeyer Story
- 1991: Grand Isle
- 1991: Dying Young
- 1991: Mrs. Lambert Remembers Love
- 1990: When You Remember Me
- 1988: Hanna's War
- 1987: Look Away
- 1987: Pack of Lies
- 1986-1987: The Ellen Burstyn Show
- 1986: Act of Vengeance
- 1986: Something in Common
- 1985: Into Thin Air
- 1985: Twice in a Lifetime
- 1985: Surviving
- 1984: The Ambassador
- 1981: Silence of the North
- 1981: The People vs. Jean Harris
- 1980: Resurrection
- 1978: Same Time, Next Year
- 1978: A Dream of Passion
- 1977: Providence
- 1974: Alice Doesn't Live Here Anymore
- 1974: Harry and Tonto
- 1974: Thursday's Game
- 1973: The Exorcist
- 1972: The King of Marvin Gardens
- 1971: The Last Picture Show
- 1970: Alex in Wonderland
- 1970: Tropic of Cancer
- 1969: The Winner
- 1964: Goodbye Charlie
- 1964: For Those Who Think Young
- 1963: The Big Brain